# Betty Missiego
Beatriz Teresa Missiego Campos (Lima, 16 januari 1945) is een Peruviaans-Spaans zangeres.

## Biografie
Missiego wilde aanvankelijk een danscarrière uitbouwen in Peru, maar moest deze droom opbergen door een blessure. Ze werd evenwel bekend in eigen land als presentator op de nationale televisie. In 1969 verhuisde ze naar Spanje om een zangcarrière na te streven. Drie jaar later werd ze Spaans staatsburger, ook al blijft ze in het bezit van een Peruviaans paspoort. In 1972 nam ze namens Peru deel aan het Festival OTI de la Canción in Madrid. Met Recuerdos de un adiós eindigde ze gedeeld laatste. Zeven jaar later vertegenwoordigde ze Spanje op het Eurovisiesongfestival 1979. Met het nummer Su canción eindigde ze op de tweede plek.
1961: Conchita Bautista · 
1962: Víctor Balaguer · 
1963: José Guardiola · 
1964: Tim, Nelly & Tony · 
1965: Conchita Bautista · 
1966: Raphael · 
1967: Raphael · 
1968: Massiel · 
1969: Salomé · 
1970: Julio Iglesias · 
1971: Karina · 
1972: Jaime Morey · 
1973: Mocedades · 
1974: Peret · 
1975: Sergio & Estíbaliz · 
1976: Braulio · 
1977: Micky · 
1978: José Vélez · 
1979: Betty Missiego · 
1980: Trigo Limpio · 
1981: Bacchelli · 
1982: Lucía · 
1983: Remedios Amaya · 
1984: Bravo · 
1985: Paloma San Basilio · 
1986: Cadillac · 
1987: Patricia Kraus · 
1988: La Década · 
1989: Nina · 
1990: Azúcar Moreno · 
1991: Sergio Dalma · 
1992: Serafín Zubiri · 
1993: Eva Santamaría · 
1994: Alejandro Abad · 
1995: Anabel Conde · 
1996: Antonio Carbonell · 
1997: Marcos Llunas · 
1998: Mikel Herzog · 
1999: Lydia · 
2000: Serafín Zubiri · 
2001: David Civera · 
2002: Rosa · 
2003: Beth · 
2004: Ramón · 
2005: Son de Sol · 
2006: Las Ketchup · 
2007: D'Nash · 
2008: Rodolfo Chikilicuatre · 
2009: Soraya · 
2010: Daniel Diges · 
2011: Lucía Pérez · 
2012: Pastora Soler · 
2013: El Sueño de Morfeo · 
2014: Ruth Lorenzo · 
2015: Edurne · 
2016: Barei · 
2017: Manel Navarro · 
2018: Alfred & Amaia · 
2019: Miki · 
2021: Blas Cantó · 
2022: Chanel · 
2023: Blanca Paloma · 
2024: Nebulossa · 
2025: Melody
- Biblioteca Nacional de España: XX1034163
- International Standard Name Identifier: 0000 0000 6106 2193
- Library of Congress Control Number: no2005101717
- Nationale Bibliotheek van Israël: 987009849073605171
- Virtual International Authority File: 86605660
- WorldCat: E39PBJx4v3wrTbTYBKT7tpCmh3